# NGC 1484
NGC 1484 (również PGC 14071) – galaktyka spiralna (Sb), znajdująca się w gwiazdozbiorze Erydanu. Została odkryta 28 listopada 1837 roku przez Johna Herschela. Galaktyka ta należy do gromady w Piecu.